# 德意志兰茨贝格县

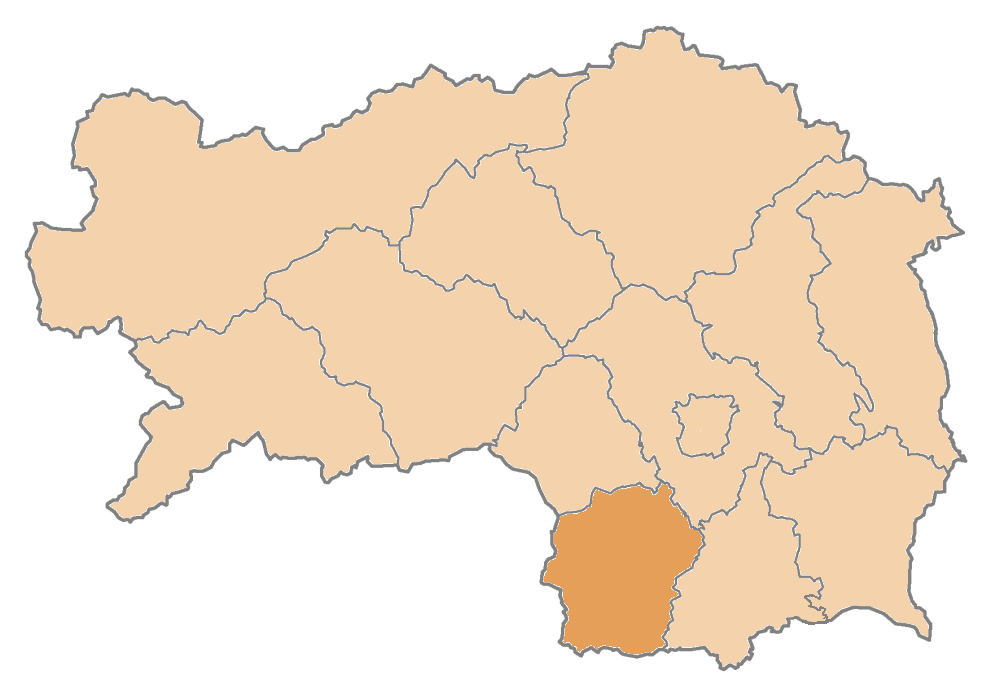
德意志兰茨贝格县在施泰爾馬克州的位置

德意志兰茨贝格县（德語：Bezirk Deutschlandsberg）是奥地利施泰爾馬克州所辖的一个县。总面积863.5平方公里，总人口61498，人口密度71人/平方公里（2001年）。行政中心位于德意志兰茨贝格。

## 行政区域
德意志兰茨贝格县辖有40个市镇。